# Celostátní halová soutěž 1968
Celostátní halová soutěž, která předcházela I. halovému přeboru Československa v atletice, se konala v Jablonci nad Nisou ve dnech 9. a 10. března 1968. I přes neúčast 17 nejlepších atletů, kteří se účastnili EHM v Madridu, se soutěže zúčastnilo 190 závodníků, byly překonány tři halové československé rekordy a jeden vyrovnán. Rozsahem byla soutěž na úrovni přeboru, nicméně Český atletický svaz považuje za první halové mistrovství Československa až to konané v roce 1969.

## Překonané a vyrovnané rekordy
Během mistrovství byly překonány tři halové československé rekordy a jeden vyrovnán:
- Lubomír Nádeníček v běhu na 60 m překážek časem 7,8 s a v běhu na 110 m překážek časem 14,3 s
- Jitka Potrebuješová v běhu na 80 m překážek časem 11,7 s
- Kurucová vyrovnala halový československý rekord v běhu na 100 m časem 12,7 s

## Medailisté

### Muži
| Soutěž        | Zlato                     | Stříbro              | Bronz               |
| 60 m          | Luděk Bohman 6,8          | Josef Čeliš 6,8      | Sláma 6,8           |
| 100 m         | Luděk Bohman 10,7         | Szögodi 10,8         | Jiří Kynos 10,8     |
| 800 m         | Ján Šišovský 1:54,4       | Novák 1:56,9         | Beer 1:57,4         |
| 1500 m        | Ján Šišovský 4:18,8       |                      |                     |
| 60 m př.      | Lubomír Nádeníček 7,8     | Němčanský 8,05       | František Fojt 8,09 |
| 110 m př.     | Lubomír Nádeníček 14,3    | Ivan Sedláček 14,5   | Herink 14,6         |
| Skok do výšky | Veselý 203 cm             | Zbyněk Kužela 203 cm | Burda 200 cm        |
| Skok o tyči   | Řůžička 450 cm            | Jelínek 450 cm       | Pavel Jindra 440 cm |
| Skok daleký   | Jan Broda 734 cm          | Králík 710 cm        | Valeš 708 cm        |
| Trojskok      | Jiří Vyčichlo 15,58 m     | Jan Broda 15,41 m    | Lejsek 15,29 m      |
| Vrh koulí     | Miroslav Janoušek 17,64 m | Pataky 17,57 m       | Jaromír Vlk 16,48 m |

### Ženy
| Soutěž        | Zlato                    | Stříbro                    | Bronz               |
| 60 m          | Kurucová 7,6             | Soňa Špaňová 7,7           | Malá 7,8            |
| 100 m         | Kurucová 12,4            | Soňa Špaňová 12,5          | Malá 12,5           |
| 80 m př.      | Jitka Potrebuješová 8,64 | Eva Pömerlová 8,71         | Prostějovská 8,82   |
| Skok do výšky | Milada Karbanová 165 cm  | Miloslava Rezková 160 cm   | Šírková 150 cm      |
| Skok daleký   | Libuša Kladeková 588 cm  | Jitka Potrebuješová 565 cm | Prostějovská 543 cm |
| Vrh koulí     | Vladimíra Srbová 14,75 m | Helena Fibingerová 14,28 m | Lébrová 13,17 m     |